# Inter TV
Inter TV est une chaîne de télévision entièrement consacrée au club de football Milanais de l'Inter
Cette chaîne propose des interviews à l'entraîneur ainsi que des joueurs de l'Inter à chaque match de Serie A, de coupe d'italie, de la Supercoupe d'Italie ou encore dans les autres compétitions de l'UEFA dans lesquelles l'Inter joue.
Inter TV retransmet également d'anciens matchs des saisons précédentes, notamment ceux qui ont marqué l'histoire des Nerazzurri, des reportages, des interviews, des émissions exclusives et d'autres programmes à thème.
En Italie, le numéro de la chaîne est le 232 du bouquet de télévision par satellite SKY Italia.

## Anciens logos

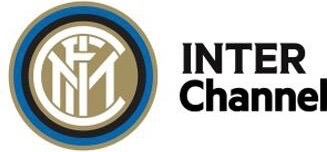
Inter Channel logo (2014-2017)